# 近藤合歓
近藤 合歓（こんどう ねむ：本名同じ）は、日本の女優。長野県軽井沢町出身。劇団四季所属。

## 来歴・人物
小学3年生からクラシックバレエを始め、佐久長聖高校1年生の夏から3年間ベルリン国立バレエ学校へ留学。ドイツではドルトムントバレエ団などいくつかのバレエ団公演にゲスト出演し、2016年劇団四季研究所へ入所。2017年6月『アンデルセン』のアンサンブルでデビュー。
『ソング&ダンス65』にも出演。『パリのアメリカ人』ではヒロインのリズ・ダッサン役を演じている。

## 主な出演作品
- アンデルセン - 女性アンサンブル9・13枠
- ソング&ダンス65
- パリのアメリカ人 - リズ・ダッサン
- キャッツ - ヴィクトリア
- ひばり - シャルルの小姓
- ふたりのロッテ - モニカ
- カモメに飛ぶことを教えた猫 - 女性アンサンブル5枠